# Šimonka
Šimonka (1092 m n.p.m.) – najwyższy szczyt w Górach Tokajsko-Slańskich we wschodniej Słowacji.
Wznosi się w północnej części tych gór, w ich głównym grzbiecie, w którym jej masyw od południa ogranicza przełęcz Grimov laz (943 m n.p.m. ), a od północy bezimienna przełączka ok. 870 m n.p.m. Grzbiet ten w Šimonce tworzy łuk wygięty ramionami ku zachodowi, zaś w kierunku wschodnim odchodzi tu od niego promieniście kilka grzbietów bocznych, rozdzielanych głębokimi dolinami. W partiach podszczytowych, zwłaszcza od strony zachodniej, występują liczne drobne wychodnie skalne. Cały masyw jest zalesiony, ale wierzchołek wieńczy widokowa, andezytowa platforma skalna, na której znajduje "grzybek" drogowskazów turystycznych, ławeczka oraz krzyż z Męką Pańską.
Cały masyw obejmuje rezerwat przyrody Šimonka chroniący pierwotną puszczę bukową z udziałem jodły, jesionu i jaworu.
Na szczycie kończy się krótki  żółty szlak turystyczny z przełęczy Grimov laz.
Szczyt góry jest dobrym punktem widokowym. Widoczne są stąd m.in. Magura Spiska, Góry Czerchowskie, na wschodzie Wyhorlat, a na zachodzie Kráľova hoľa w Niżnych Tatrach. Przy dobrej widoczności można podziwiać stąd również Tatry.